# 夜鱧
夜鱧（Channa nox）為輻鰭魚綱鱸形目鱧科的其中一種，分布於亞洲中國的淡水流域，本魚體黑色，體具有稀疏的白斑，背鰭軟條47-51枚；臀鰭軟條31-33枚，體長可達19.8公分。

## 擴展閱讀
維基物種上的相關：夜鱧